# Národní památník odposlechu

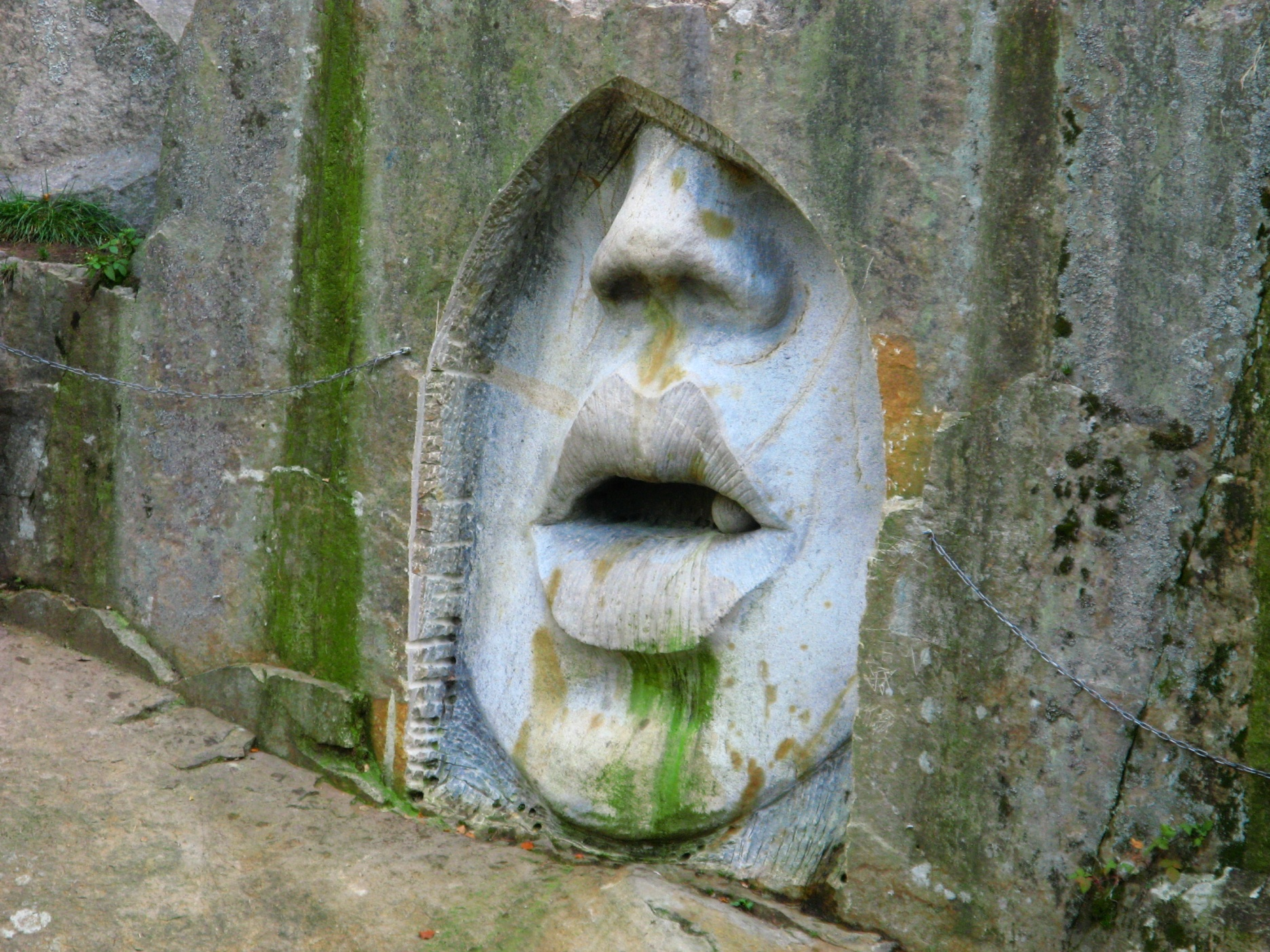
Detail reliéfu Ústa pravdy

Národní památník odposlechu je označením pro trojici reliéfů vytesaných do skal v zatopených lomech u Lipnice nad Sázavou.

## Historie
Jako první z reliéfů bylo dne 23. června 2005 odhaleno Bretschneiderovo ucho. V průběhu následujícího léta  přibyla v druhém lomu Ústa pravdy, odhalení proběhlo 7. září 2006. Ve třetím lomu, opět po roce, byl v létě dokončen a odhalen 14. září 2007 poslední díl památníku s názvem Zlaté oči.
Projekt památníku odposlechu zastřešil sochař Radomír Dvořák, na sochání se podílela skupina kameníků, včetně žáků Kamenosochařského střediska Lipnice nad Sázavou. Mecenášem památníku je Richard Hašek, vnuk spisovatele Jaroslava Haška.
V roce 2013, při příležitosti 130. výročí narození Jaroslava Haška, přibyla čtvrtá část památníku – Hlava XXII. Jeho název odkazuje na stejnojmenný román Josepha Hellera a stejně jako u předchozích částí je jeho autorem sochař Radomír Dvořák.
Památníku volně předcházela v roce 2005 na náměstí v Lipnici postavená Dvořákova skulptura Jednohubka a la Jurajda, apoteóza konzumního způsobu života, inspirovaná postavou kuchaře okultisty Jurajdy z románu Osudy dobrého vojáka Švejka za světové války.

## Galerie

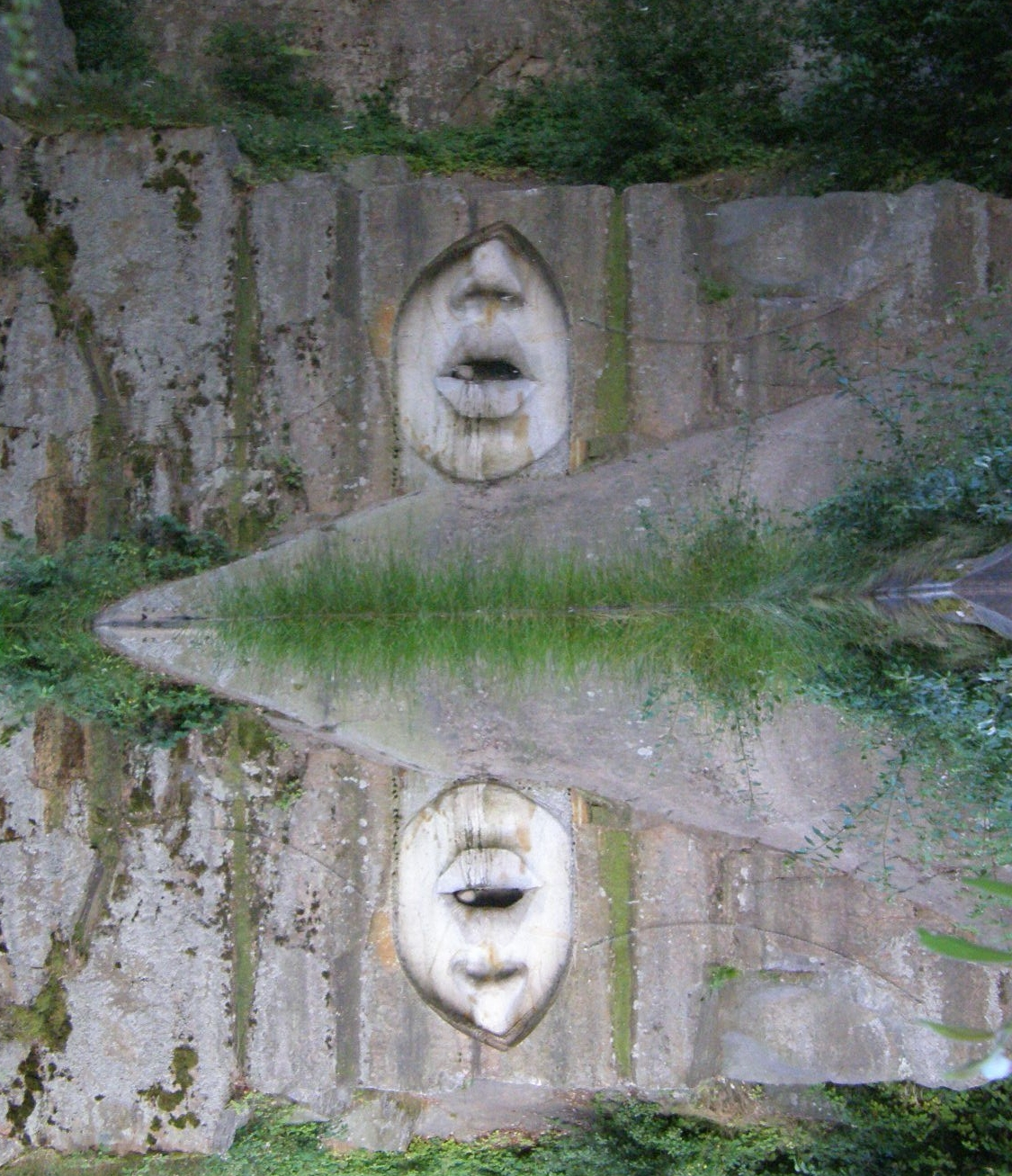
Ústa pravdy
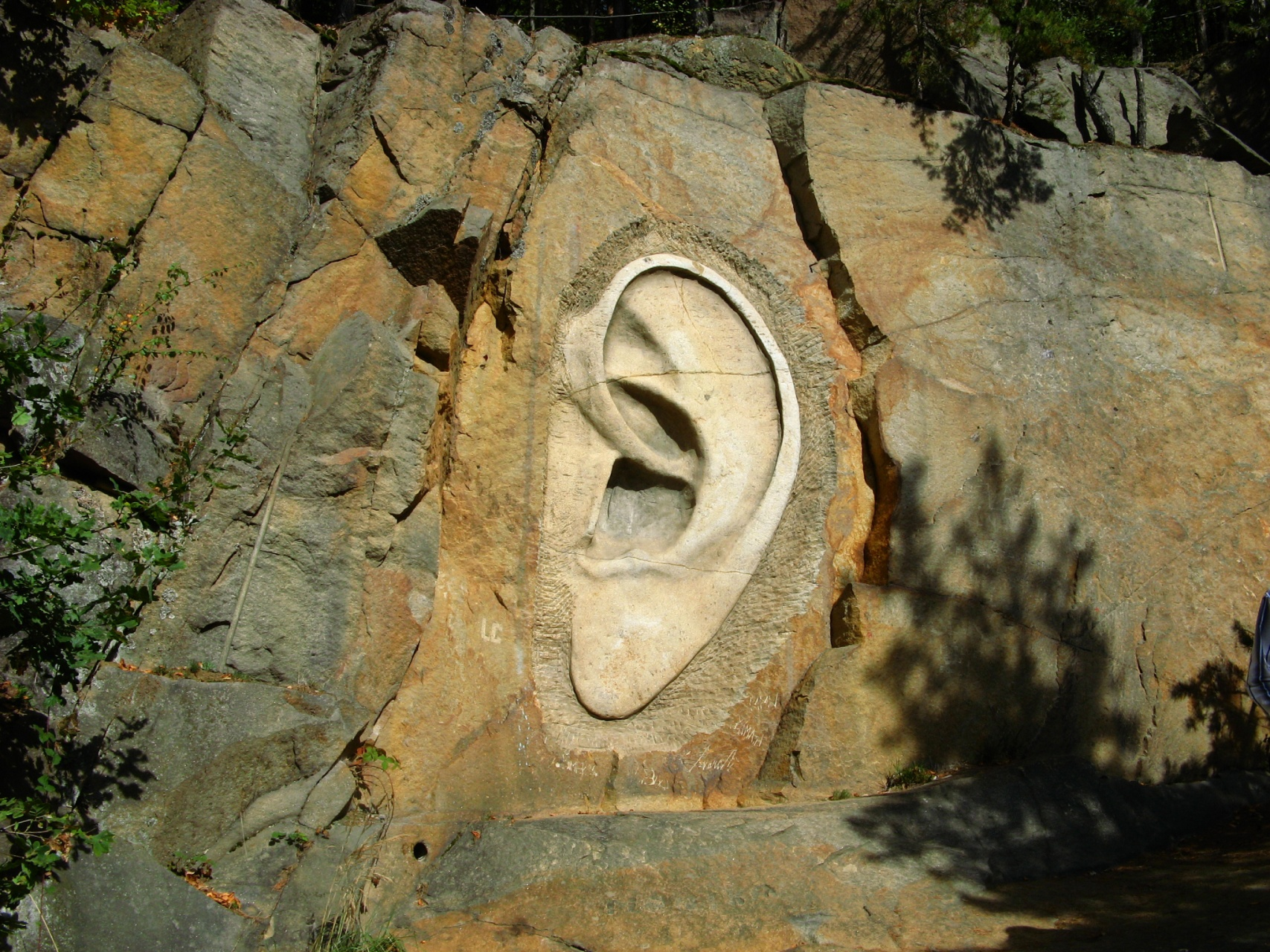
Bretschneiderovo ucho
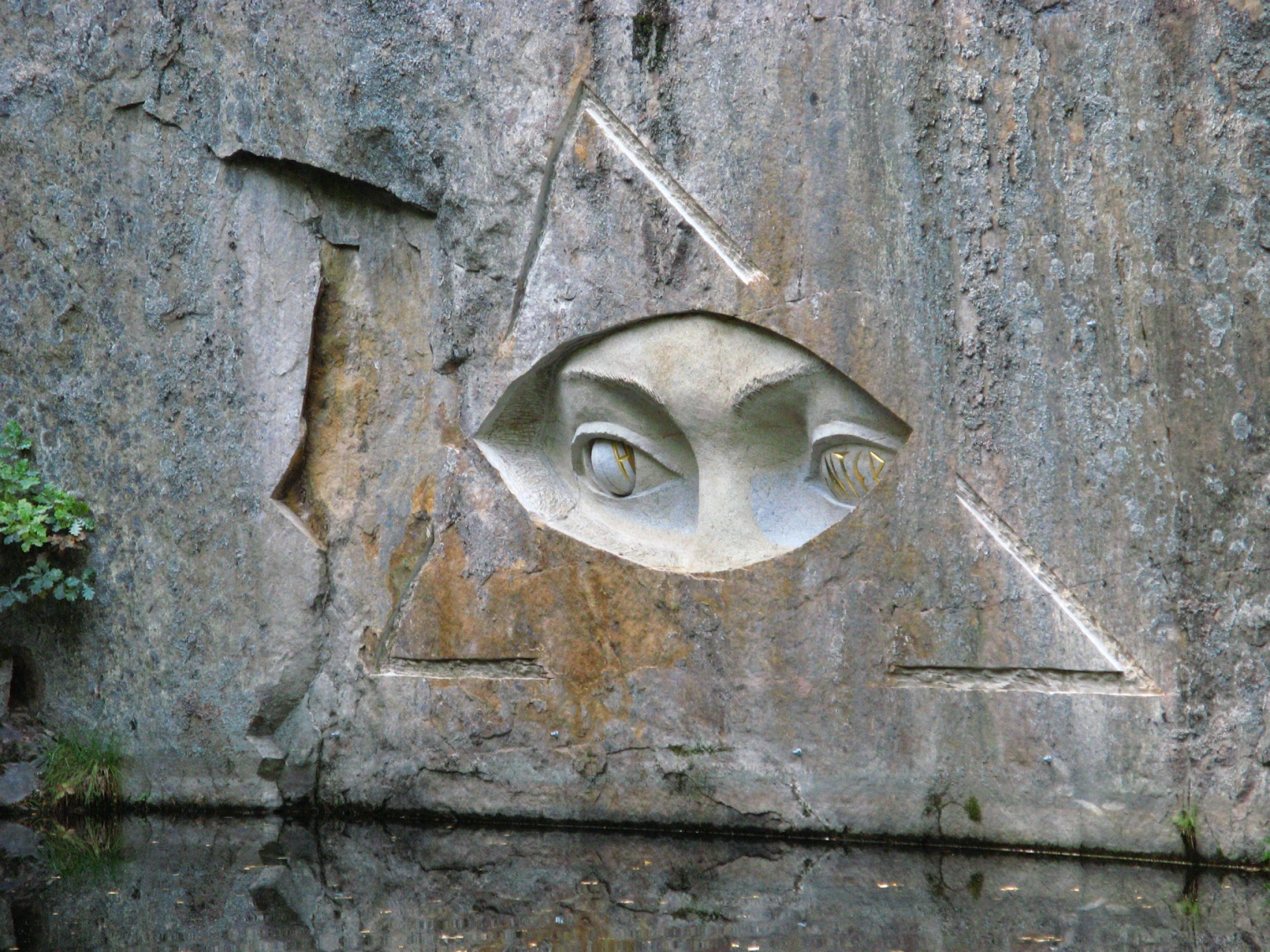
Zlaté oči
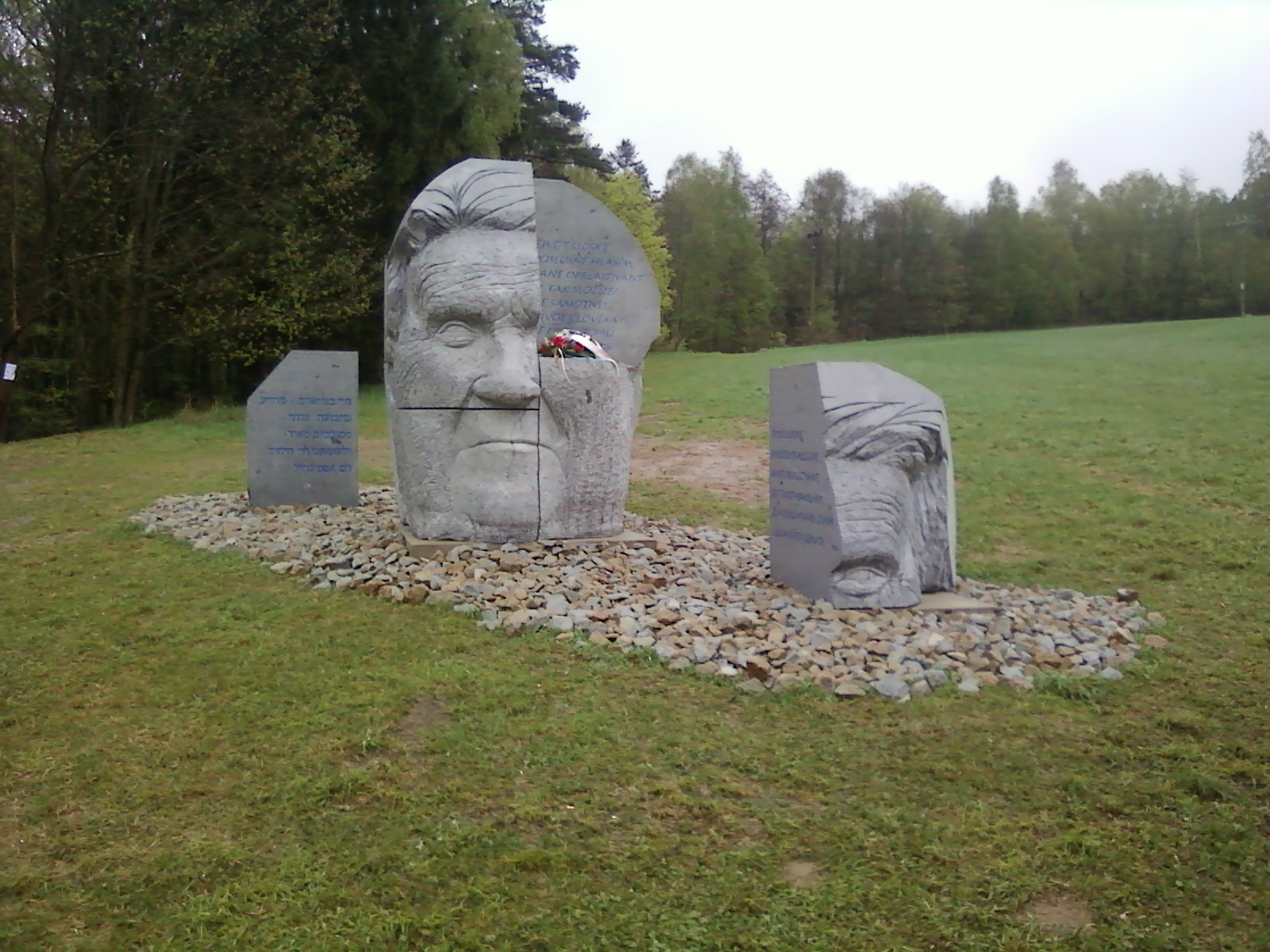
Hlava XXII